# Leonia Wild
Leonia Wild(owa), z domu Maciejowska (ur. 1834, zm. 19 grudnia 1878 w Merano) – polska pianistka, działaczka niepodległościowa.

## Życiorys
Urodziła się w 1834. Była córką lekarza ze Lwowa Feliksa Maciejowskiego i pochodzącej z Francji Eugenii Gregoire, siostrą Heleny i Eugenii. Kształciła się muzycznie u niemieckiego pianisty i kompozytora Josepha Christopha Keßlera. Została pianistką, interpretatorką dzieł Fryderyka Chopina, jedną z najlepszych egzekutorek dzieł tego kompozytora we Lwowie.
W wieku 16 lat została żoną Karola Wilda (1824-1885), lwowskiego księgarza i wydawcy. Przed 1863 mieli pięcioro dzieci (czterech synów, w tym Karola, zmarłego w 1897 w wieku 43 lat oraz córkę Eugenię urodzoną w 1853). Kształceniem ich dzieci zajmowała się Zofia Romanowiczówna. 
Leonia Wild w swoim domu prowadziła salon, skupiający przedstawicieli lwowskiej sfery artystycznej. Była przewodniczącą Towarzystwa imienia Klaudii z Działyńskich Potockiej. Udzielała się w pracy oświatowej na rzecz ludności galicyjskiej. Po wybuchu powstania styczniowego stanęła na czele Komitetu Niewiast Polskich we Lwowie. W ramach Komitetu Dam Rewolucyjnego tzw. „Komitetu Sióstr Klaudii”, powszechnie określanego jako „Klaudynki”, kierowała akcją lwowskiej zbiórki podatków na rzecz powstańców. Po wprowadzeniu stanu oblężenia Lwowa była jedną z nielicznych działaczek pozostałych w mieście i została wówczas mianowana przez Rząd Narodowy naczelniczką jednego z pięciu okręgów Lwowa (chorowała wówczas na płuca). Wraz z innymi zaangażowanymi w akcji niepodległościowej kobietami doprowadzała do ucieczek osób więzionych we Lwowie. W związku ze swoją działalnością niepodległościową została aresztowana, była przetrzymywana przez dłuższy czas, po czym oskarżona o zaburzenie spokoju publicznego, jednak z braku dowodów została zwolniona.
Była współautorką statutu Stowarzyszenia Czynnych Polek, powołanego w 1868 przez byłe członkinie organizacji „Klaudynek”. 18 lutego 1865 otrzymała nominację na członka honorowego Stowarzyszenia Bratniej Pomocy Polaków w Genewie. Została członkinią zwyczajną założonego w 1874 Stowarzyszenia Pracy Kobiet we Lwowie, była wybierana do rady zawiadowczej tej organizacji 30 marca 1874, ponownie 6 lutego 1876.
Chorowała na gruźlicę, w związku z czym wyjeżdżała za granicę celem kuracji (przebywała w Wenecji, Florencji, Merano), także wspólnie z chorującą na tę chorobę córką Eugenią. Była przyjaciółką i obiektem uczuć Kornela Ujejskiego (wcześniej dzieła tego poety były wydawane w komisie księgarni Karola Wilda). Ujejski zadedykował jej swój zbiór pt. Tłumaczenia Szopena, datowane na lata 1857-1860, wydane w 1866 jako próba poetyckiego przełożenia muzyki. Zmarła 19 grudnia 1878 w Merano. Została pochowana na Cmentarzu Łyczakowskim we Lwowie. Została upamiętniona pomnikiem ufundowanym przez Ujejskiego.
Wyróżniała się urodą, po latach została określona jako zapomniana lwowska Beatrycze. Jej korespondencja z mężem została przedstawiona w książce pt. Walka z życiem. korespondencja lwowskiej rodziny Wildów, autorstwa Zbigniewa Sudolskiego, wydanej w 2001. Jej osoba została opisana w książce pt. Kobiety ze Lwowa Beaty Kost z 2017.